# 圣瑞斯特 (埃罗省)
圣瑞斯特（法語：Saint-Just，法語發音：[sɛ̃ ʒyst]）是法国埃罗省的一个市镇，位于该省东部，属于蒙彼利埃区。

## 地理
圣瑞斯特（43°39'26"N, 4°6'50"E）面积6.08 平方千米，位于法国奧克西塔尼大區埃罗省，该省份为法国南部沿海省份，南濒地中海，西南接奥德省，西北接塔恩省和阿韦龙省，东北与加尔省接壤。
与圣瑞斯特接壤的市镇（或旧市镇、城区）包括：朗萨格、吕内勒、吕内勒维耶勒、圣纳泽尔德佩藏。
圣瑞斯特的时区为UTC+01:00、UTC+02:00（夏令时）。

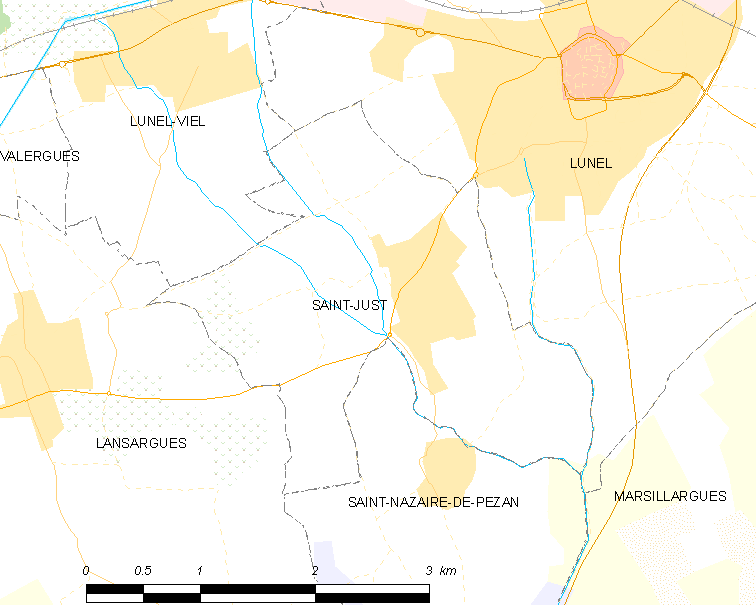
圣瑞斯特的OSM定位图

## 行政
圣瑞斯特的邮政编码为34400，INSEE市镇编码为34272。

## 政治
圣瑞斯特所属的省级选区为吕内勒县。

## 交通
埃罗省省道D24线、D24E7线和D110线在境内交汇。

## 人口

1962-2008年间圣瑞斯特人口变化图示

圣瑞斯特于2022年1月1日时的人口数量为3290人。